# Пі-Елл (Вашингтон)
Пі-Елл (англ. Pe Ell) — місто (англ. town) в США, в окрузі Льюїс штату Вашингтон. Населення — 642 особи (2020).

## Географія
Пі-Елл розташоване за координатами 46°34′16″ пн. ш. 123°17′53″ зх. д. / 46.57111° пн. ш. 123.29806° зх. д. (46.571234, -123.298135).  За даними Бюро перепису населення США в 2010 році місто мало площу 1,53 км², уся площа — суходіл.

## Демографія
Згідно з переписом 2010 року, у місті мешкали 632 особи в 259 домогосподарствах у складі 169 родин. Густота населення становила 412 особи/км².  Було 290 помешкань (189/км²).
Расовий склад населення:
| - 91,3 % — білих - 3,2 % — корінних американців - 0,2 % — чорних або афроамериканців - 1,7 % — осіб інших рас |

До двох чи більше рас належало 3,6 %. Частка іспаномовних становила 4,3 % від усіх жителів.
За віковим діапазоном населення розподілялося таким чином: 25,0 % — особи молодші 18 років, 57,3 % — особи у віці 18—64 років, 17,7 % — особи у віці 65 років та старші. Медіана віку мешканця становила 40,0 року. На 100 осіб жіночої статі у місті припадало 98,7 чоловіків;  на 100 жінок у віці від 18 років та старших — 95,1 чоловіків також старших 18 років.
Середній дохід на одне домашнє господарство  становив 45 377 доларів США (медіана — 44 375), а середній дохід на одну сім'ю — 52 340 доларів (медіана — 52 083). Медіана доходів становила 40 625 доларів для чоловіків та 32 222 долари для жінок. За межею бідності перебувало 19,9 % осіб, у тому числі 22,7 % дітей у віці до 18 років та 17,9 % осіб у віці 65 років та старших.
Цивільне працевлаштоване населення становило 180 осіб. Основні галузі зайнятості: освіта, охорона здоров'я та соціальна допомога — 18,9 %, роздрібна торгівля — 18,3 %, публічна адміністрація — 15,0 %.